# Ya・M・スヴェルドロフ名称共産大学
Ya・M・スヴェルドロフ名称共産大学（Ya・M・スヴェルドロフめいしょうきょうさんだいがく、ロシア語: Коммунистический университет имени Я. М. Свердлова ）は、ソビエト連邦に存在した、ソビエトおよび共産党幹部育成のための高等教育機関。

## 沿革
1918年7月、ヤーコフ・スヴェルドロフの主導により、モスクワで「全ロシア中央執行委員会附属煽動・宣伝コース」(Агитационно-пропагандистские курсы при Всероссийском Центральном Исполнительном Комитете) として開設された。翌1919年1月に「ソビエト・党務中央学校」(Центральная школа советской и партийной работы при ВЦИК) に改組され、同年3月の第8回党大会決議によって中央の認可を受けた。7月にはさらに「Ya・M・スヴェルドロフ名称共産大学」(Коммунистический университет имени Я. М. Свердлова при ВЦИК) と改称された。研究期間は当初6-8か月であったが、後に2年、3年、4年と増加していった。最初の講義プログラムはスヴェルドロフとウラジーミル・レーニンが担当し、1919年7月11日と8月29日にはレーニン本人も国家についての講義を行っている。10月24日には、レーニンが出征する学生に対して演説を行った。
1921年9月21日、党中央委員会決定により「Ya・M・スヴェルドロフ名称高等共産農業大学」(Высший коммунистический сельскохозяйственный университет (ВКСХУ) имени Я. М. Свердлова) と改称。さらに1926年3月8日の全露中執委幹部会決議においてソビエト連邦中央執行委員会に移管され、「ソビエト連邦中央執行委員会附属Ya・M・スヴェルドロフ名称全連邦共産大学」(Всесоюзный Коммунистический университет имени Я. М. Свердлова при Центральном Исполнительном Комитете СССР) となった。
大学にはさらに夜間共産大学、コムソモール共産大学、日曜共産大学、学外共産大学、夜間ソビエト・党学校、講義コースが附属しており、学部は哲学、歴史学、政治経済学、法学、自然科学、言語学の6学部が存在した。開校から10年間での生徒数は1万9000人、卒業生は1万人に上った。1920年代前半頃、開校当初のデグチャルヌィー小路8番地からミウッスカヤ広場に移転している。大学の学術職員は、赤色教授研究所の学生の地位を与えられており、また赤色教授研究所講義コースの学生がボランティアで共産大学の講義を担当することもあった。
1932年9月21日の党中央委決定により「Ya・M・スヴェルドロフ名称高等（全連邦）共産農業大学」(ВКСХУ имени Я. М. Свердлова при ЦИК СССР) と改称。コルホーズ、ソフホーズおよび地区委員会幹部育成のための機関となった。翌1933年には開校15周年を記念してレーニン勲章を授与され、さらに1935年に「Ya・M・スヴェルドロフ名称全連邦共産党（ボリシェヴィキ）中央委員会附属高等宣伝学校」(Высшая школа пропагандистов при ЦК ВКП (б) имени Я. М. Свердлова) に再編された。その後、1938年1月10日の連邦中執委決議によって閉校された。

## 人物
大学の運営者にはスヴェルドロフ、ミハイル・カリーニン、ヴァレリヤン・クイブィシェフ、アレクセイ・ゴーリキー、アナトリー・ルナチャルスキーがおり、講師にはヴャチェスラフ・ヴォルギン、ニコライ・ルキン、ミハイル・ポクロフスキー、イヴァン・スクヴォルツォフ＝ステパノフ、アレクサンドル・ストパニ (ru)、エメリヤン・ヤロスラフスキー、ウラジーミル・アドラツキー、アンドレイ・ブーブノフ、ミハイル・ウラジーミルスキー、セルゲイ・グセフ、フェリクス・コーン、セルゲイ・ミツケーヴィチ (ru)、セルゲイ・ピオントコフスキー (ru) 、ヨシフ・スターリン、ニコライ・ブハーリン、アブラム・デボリン、ドミトリー・クルスキー、ニコライ・クルィレンコ、ピョートル・クラシノフ (ru)、アレクサンドル・ゴイフバルクらがいた。
歴代学長は、以下の通り。
- ウラジーミル・ネフスキー（ロシア語版）（1921年）
- ウラジーミル・アントーノフ＝サラトフスキー（ロシア語版）（1921年 - 1923年）
- マルティン・リャードフ（en, 1923年 - 1928年）
- マリツェフ（1928年 - 1931年）
- N・リヴォフ（1932年 - 1934年）
- V・ウヴァロフ（1934年 - 1935年）
- ギンディン（1936年 - 1937年）